# Weather Alive
| Совокупная оценка | Совокупная оценка |
| Источник          | Оценка            |
| ----------------- | ----------------- |
| Metacritic        | 85/100            |
| Оценки критиков   |                   |
| Источник          | Оценка            |
| AllMusic          | [ 2 ]             |
| musicOMH          | [ 3 ]             |
| Pitchfork         | 8.7/10            |
| PopMatters        | 8/10              |
| The Telegraph     | [ 6 ]             |

Weather Alive — восьмой студийный альбом английской певицы, гитаристки и автора-исполнителя Бет Ортон, вышедший 23 сентября 2022 года на независимом лейбле Partisan Records. Продюсером и автором песен выступила сама певица.

## История
Ортон начала работу над Weather Alive после того, как купила подержанное пианино у дилера на Camden Market в Лондоне за 300 фунтов стерлингов и сочиняла песни, играя ноты на инструменте. В интервью The New York Times Ортон сказала об этом процессе создания: "Неважно, где вы прикасаетесь [к пианино], в нём есть только эти резонансы […] Маленькие призраки других аккордов продолжают звучать, и вы говорите: «О, это говорит о другой мелодии, и это говорит о другом чувстве». В пресс-релизе после анонса альбома 31 мая 2022 года Ортон описала, что альбом как «сенсорное исследование, которое позволило установить связь с сознанием, которое я искала».

## Синглы
Заглавный трек альбома был выпущен в качестве первого сингла 31 мая 2022 года. В рецензии на Pitchfork Сэм Содомски описал вокальное исполнение Ортон как «сокрушенное и решительное, достигающее пика в припеве, который течет с эмоциональной интонацией старой соул-песни».

## Отзывы
Альбом получил положительные отзывы музыкальной критики и интернет-изданий. Он получил 85 из 100 баллов на интернет-агрегаторе Metacritic. Сэм Содомски из Pitchfork назвал его «лучшей работой» в карьере Ортон, охарактеризовав его как «успокаивающий, захватывающий и созданный ею самой, он создает сказочную атмосферу с песнями, которые уходят в эфир».

## Список композиций
Слова и музыка всех песен — Beth Orton.
| №                   | Название               | Длительность |
| ------------------- | ---------------------- | ------------ |
| 1.                  | «Weather Alive»        | 7:05         |
| 2.                  | «Friday Night»         | 5:34         |
| 3.                  | «Fractals»             | 5:20         |
| 4.                  | «Haunted Satellite»    | 4:37         |
| 5.                  | «Forever Young»        | 5:40         |
| 6.                  | «Lonely»               | 4:24         |
| 7.                  | «Arms Around a Memory» | 5:44         |
| 8.                  | «Unwritten»            | 7:19         |
| Общая длительность: | Общая длительность:    | 45:43        |

## Позиции в чартах

### Еженедельные чарты
| Чарт (2022)                                  | Высшая позиция |
| -------------------------------------------- | -------------- |
| Австралия (Physical Albums, ARIA)            | 91             |
| Бельгия/Фландрия (Ultratop)                  | 81             |
| Шотландия (Scottish Albums Chart)            | 8              |
| Великобритания (UK Albums Chart)             | 27             |
| Великобритания (UK Independent Albums Chart) | 4              |